# انسینک
انسینک یک گروه پسرانه آمریکایی بود که در سال ۱۹۹۵ در اورلاندو آمریکا شکل گرفت. اعضای این گروه عبارتند از: جاستین تیمبرلیک، لنس بیس، جوی فتون، جی سی چیسز و کریس کرکپاتریک. این گروه تا سال ۲۰۰۲ ۴ آلبوم منتشر کردند و موفق به فروش ۵۰ میلیون نسخه آلبوم در سرتاسر جهان شدند. آلبوم "No Strings Attached" این گروه رکورد پرسرعت‌ترین فروش یک آلبوم را در اختیار دارد.
این گروه در بهار ۲۰۰۲ اعلام کردند که فعالیت‌های گروه برای مدتی متوقف می‌شود. اما در سال ۲۰۰۶ سایت رسمی گروه بسته شد و در سال ۲۰۰۷ لنس بیس به‌طور رسمی اعلام کرد که گروه منحل شده.

## ترانه‌شناسی
- 'N Sync (۱۹۹۷)
- No Strings Attached (۲۰۰۰)
- Celebrity (۲۰۰۱)